# The Shield
The Shield är en amerikansk kriminalserie som visats under sju säsonger, till och med hösten 2008. Serien är känd för sin kontroversiella gestaltning av korrupta poliser, som är baserad på verkliga händelser som utspelades i polisdistriktet Rampart i Los Angeles. Inledningsvis gick serien även under arbetsnamnet Rampart.

## Handling
Vic Mackey (Michael Chiklis) leder en särskild polisstyrka, "Strike Team" bestående av Mackey, Shane Vendrell (Walton Goggins), Curtis Lemansky (Kenneth Johnson) och Ronnie Gardocki (David Rees Snell), som tar till alla medel för att ta fast skurkarna. Det hindrar dock inte Mackey och hans team att då och då ta emot mutor och annat som är till deras fördel. Shane Vendrell är under seriens inledning Mackeys högra hand, en roll som dock senare gradvis tas över av Gardocki. Lemansky är gruppens samvete, vilket vid flera tillfällen försätter honom i situationer som han får svårt att hantera och som leder till konflikter med framför allt Vendrell.
Andra stora roller i serien är poliskommissarien David Aceveda (Benito Martinez), som inte vill något hellre än att sparka Mackey men som hindras av starkare personer. Aceveda lämnar så småningom polisen för att övergå till en politisk karriär. Claudette och Dutch är kriminalpoliser och har till uppgift att lösa mord, Claudette övertar i de sista säsongerna av serien Acevedas jobb. Några andra personer är gatupoliserna Danny och Julian. Just Julian bär på en hemlighet som han försöker göra allt för att hålla hemlig. Han är nämligen homosexuell men är övertygad om att detta kan botas och tar religionen till hjälp. I de senare säsongerna av serien ingår Julian i Mackeys team.
Flera kända skådespelare har figurerat i serien, bland annat Glenn Close som under säsong fyra tar över Acevedas roll som ansvarig för polisdistriktet Farmington där serien utspelas. Under säsong fem deltar Forest Whitaker som internutredare, med uppdrag att försöka få Mackey åtalad för korruption. Detta slutar dock med att Wendrell dödar Lemansky, i tron att denne angivit resten av teamet till internutredningen, efter att dessa fått en hållhake på Lemansky och hotar att fängsla honom. Så småningom leder detta till en fullständig brytning mellan å ena sidan Mackey och Gardocki, och på andra sidan Vendrell, vilket utgör huvudtemat i säsongerna sex och sju av serien. Internutredningen får dock läggas ner i brist på bevis mot Mackey och de övriga.

## Figurer
| Namn                      | Spelad av         | Rank       | Säsonger     | Säsonger     | Säsonger     | Säsonger     | Säsonger     | Säsonger     | Säsonger | Byrån       |
| Namn                      | Spelad av         | Rank       | 1            | 2            | 3            | 4            | 5            | 6            | 7        | Byrån       |
| ------------------------- | ----------------- | ---------- | ------------ | ------------ | ------------ | ------------ | ------------ | ------------ | -------- | ----------- |
| Vic Mackey                | Michael Chiklis   | Detective  | Huvud        | Huvud        | Huvud        | Huvud        | Huvud        | Huvud        | Huvud    | Strike Team |
| Monica Rawling            | Glenn Close       | Captain    |              |              |              | Huvud        |              |              |          | Supervisory |
| Danielle "Danny" Sofer    | Catherine Dent    | Sergeant   | Main         | Main         | Main         | Main         | Main         | Main         | Main     | Patrol      |
| Terry Crowley             | Reed Diamond      | Detective  | Huvud        | Gäst         |              |              |              |              |          | Strike Team |
| Tina Hanlon               | Paula Garcés      | Officer    |              |              |              |              | Återkommande | Återkommande | Main     | Patrol      |
| Shane Vendrell            | Walton Goggins    | Detective  | Huvud        | Huvud        | Huvud        | Huvud        | Huvud        | Huvud        | Huvud    | Strike Team |
| Julien Lowe               | Michael Jace      | Officer    | Huvud        | Huvud        | Huvud        | Huvud        | Huvud        | Huvud        | Huvud    | Patrol      |
| Curtis Lemansky           | Kenny Johnson     | Detective  | Huvud        | Huvud        | Huvud        | Huvud        | Huvud        |              |          | Strike Team |
| Holland "Dutch" Wagenbach | Jay Karnes        | Detective  | Huvud        | Huvud        | Huvud        | Huvud        | Huvud        | Huvud        | Huvud    | General     |
| Steve Billings            | David Marciano    | Detective  |              |              |              | Återkommande | Återkommande | Återkommande | Huvud    | General     |
| David Aceveda             | Benito Martinez   | Councilman | Huvud        | Huvud        | Huvud        | Huvud        | Huvud        | Huvud        | Huvud    | Supervisory |
| Corrine Mackey            | Cathy Cahlin Ryan |            | Återkommande | Återkommande | Återkommande | Återkommande | Huvud        | Huvud        | Huvud    |             |
| Ronnie Gardocki           | David Rees Snell  | Detective  | Återkommande | Återkommande | Återkommande | Återkommande | Huvud        | Huvud        | Huvud    | Strike Team |
| Claudette Wyms            | C.C.H. Pounder    | Captain    | Huvud        | Huvud        | Huvud        | Huvud        | Huvud        | Huvud        | Huvud    | Supervisory |